# Grande Prêmio da Áustria de 1980
Resultados do Grande Prêmio da Áustria de Fórmula 1 realizado em Österreichring em 17 de agosto de 1980. Décima etapa da temporada, teve como vencedor o francês Jean-Pierre Jabouille, da Renault, que subiu ao pódio ladeado por Alan Jones e Carlos Reutemann, pilotos da Williams-Ford. Esta corrida marcou a estreia do futuro campeão mundial, Nigel Mansell.

## Resumo

### Sustos em Österreichring
Os treinos de sexta-feira transcorriam normalmente em Österreichring e nos bastidores ainda repercutia o comunicado emitido pela FOCA durante o Grande Prêmio da Alemanha, onde os construtores de Fórmula 1 cobravam publicamente a FISA a respeito das regras a serem firmadas para 1981 cuja não apresentação é vista como tergiversação. Ao saber disso, "Balestre disse que a nota foi mais uma manobra de Ecclestone e que a FISA determina o regulamento que melhor se adaptar a segurança".
Enquanto os burocratas maldiziam uns aos outros, os pilotos desempenhavam suas funções na pista e dentre eles estava o neerlandês Jan Lammers cuja Ensign derramou óleo na altura da curva Texaco. Quando Alain Prost cruzou o local foi surpreendido pela falta de sinalização e sua McLaren derrapou sem maiores consequências, todavia o mesmo não aconteceu com Jochen Mass. Sem perceber as condições perigosas da curva, o alemão veio a toda velocidade e derrapou na Texaco. Para evitar uma batida frontal o germânico virou o volante capotando algumas vezes até parar com as rodas para cima. Neste momento, Alain Prost, Jean-Pierre Jarier, Jody Scheckter e René Arnoux acudiram o piloto da Arrows que estava consciente e ileso graças ao santantônio, a não ser por dores na nuca e na região lombar. Examinado num hospital em Knittelfeld, Mass não sofreu lesões na coluna e sentia-se apto para voltar a correr. Antes do acidente de Jochen Mass, um rodopio de Nelson Piquet na curva Bosch o fez destruir seu carro ao bater no guard rail com violência, mas felizmente o piloto da Brabham nada sofreu.
No fim do dia a Renault aproveitou os 500 metros de altitude de Österreichring em relação ao mar e colocou René Arnoux e Jean-Pierre Jabouille na primeira fila deixando a Williams de Alan Jones em terceiro entre os vinte e cinco pilotos que treinaram, dentre eles o estreante Nigel Mansell, terceiro piloto da Lotus.

### Renault no topo do mundo
Favorecida pela geografia, a Renault manteve intacta a primeira fila para a satisfação de Jean Sage, diretor da montadoraː "Tudo contribuiu para que houvesse uma circunstância excepcional. O recorde de Arnoux deveu-se à temperatura um pouco quente, mas seca, e às perfeitas condições da pista de Zeltweg, que está mais de 500 metros acima do nível do mar", disse ele ao enunciar um cenário perfeito para os turbocomprimidos da equipe francesa. Com os melhores lugares fora de alcance, o treino resumiu-se a um duelo entre Williams e Ligier, com Alan Jones e Carlos Reutemann na frente de Jacques Laffite e Didier Pironi. A seguir classificaram-se Nelson Piquet numa Brabham depauperada e Bruno Giacomelli pela Alfa Romeo, equipe que ainda não escolheu o substituto do falecido Patrick Depailler.
Jochen Mass não treinou por causa de fortes dores que ainda o afligiam no ombro direito e assim Riccardo Patrese defendeu sozinho as cores da Arrows, mas a classificação para a etapa austríaca não transcorreu sem sustos, pois os últimos lugares foram capturados pelo bicampeão mundial Emerson Fittipaldi, em sua equipe homônima, e por Nigel Mansell, da Lotus. Tal formação tornou Jan Lammers o único piloto a ficar fora da corrida, para desalento da Ensign.

### Última vitória de Jabouille
No domingo, Alan Jones tomou a liderança na largada mantendo-a até ser ultrapassado por René Arnoux no terceiro giro em plena reta e a seguir o australiano perdeu o segundo lugar para Jean-Pierre Jabouille na volta seguinte com Bruno Giacomelli em quarto lugar enquanto Carlos Reutemann e Nelson Piquet completavam a zona de pontuação. Mais combativo do grupo, o brasileiro ultrapassou Reutemann na curva Hella-Licht e Giacomelli na curva Jochen Rindt na décima primeira volta. Em certo instante o piloto da Brabham ascendeu ao terceiro lugar, porém "os técnicos da equipe culparam a fragilidade dos pneus escolhidos" como causa da perda de rendimento do BT49, fazendo-o retornar ao quinto posto na volta vinte e quatro com Reutemann e Giacomelli de novo na sua frente.
O grupo dos primeiros colocados sofreu modificações na vigésima primeira volta quando René Arnoux estragou o pneu ao passar em cima de uma zebra na curva Bosch, obrigando-o a ir aos boxes numa operação repetida mais duas vezes, afinal os novos calços não se adaptaram ao carro do francês devido às bolhas que impediam o contato ideal da borracha com o asfalto. Sete giros mais tarde um problema na roda eliminou Bruno Giacomelli enquanto Jabouille mantinha uma liderança tranquila ante Jones e Reutemann com Piquet em quarto. A situação da Brabham não permitiu sossego ao brasileiro, afinal na volta trinta e seis Jacques Laffite o derrubou para o quinto lugar enquanto Elio de Angelis estava em sexto. Quatro voltas mais tarde a corrida de Nigel Mansell terminou por quebra de motor e ele deixou a etapa austríaca com queimaduras em seu corpo devido à gasolina borrifada acidentalmente sobre ele antes da largada numa trapalhada inacreditável de sua equipe, a Lotus.
Com apenas um terço de prova a cumprir, a missão de Jabouille parecia simplesː poupar o carro, esperar o tempo correr e comemorar a vitória. A dez voltas do final sua vantagem sobre Jones era de aproximadamente oito segundos, mas uma tocada feroz do corredor australiano reduzia o maneio de seu rival em um segundo por volta em média. Ao saber disso, Jabouille diria o seguinte no final da provaː "Quando comecei a ser informado da carga de Jones, a partir da 46ª volta, ao ver que minha vantagem começava a desaparecer, temi que também este Grande Prêmio me fugisse das mãos". Devido ao mau estado dos pneus Michelin, o piloto da Renault redobrou a concentração a fim de não sofrer um acidente por conta da pressão de Jones e nas três últimas voltas empenhou-se em manter o carro da Williams atrás de si, vencendo a etapa da Áustria com míseros oitenta e dois centésimos de segundo num triunfo aguardado por Jean-Pierre Jabouille desde o Grande Prêmio da França de 1979. Junto a Alan Jones e Carlos Reutemann no pódio austríaco, Jabouille revelaria mais tarde sua visão quanto ao embate com Jonesː "Sinceramente, acredito que não podia perder esta corrida nas últimas voltas, pois ainda tinha um resto de potência do motor que acabei não utilizando", disse o francês da Renault ao enaltecer aquela que seria a última vitória de sua carreira. Por fim, a zona de pontuação contou ainda com a Ligier de Jacques Laffite, a Brabham de Nelson Piquet e a Lotus de Elio de Angelis.
Resignado pelo desempenho de um carro impossível de melhorar, Nelson Piquet estacionou nos 36 pontos enquanto Alan Jones ponteava o mundial de pilotos com 47, a maior diferença entre eles desde o início do campeonato de 1980. No tocante ao mundial de construtores a Williams exibia 77 pontos e liderava a disputa à frente da Ligier com 51 pontos enquanto a Brabham seguia em sua anômala condição de equipe onde apenas um carro pontua, afinal Hector Rebaque mosta-se tão improdutivo quanto Ricardo Zunino.

## Classificação

### Treinos
| Pos.   | Nº | Piloto                | Construtor      | Tempo   | Dif.   |
| ------ | -- | --------------------- | --------------- | ------- | ------ |
| 1      | 16 | René Arnoux           | Renault         | 1:30.27 | -      |
| 2      | 15 | Jean-Pierre Jabouille | Renault         | 1:31.48 | + 1.21 |
| 3      | 27 | Alan Jones            | Williams-Ford   | 1:32.95 | + 2.68 |
| 4      | 28 | Carlos Reutemann      | Williams-Ford   | 1:33.07 | + 2.80 |
| 5      | 26 | Jacques Laffite       | Ligier-Ford     | 1:33.16 | + 2.89 |
| 6      | 25 | Didier Pironi         | Ligier-Ford     | 1:33.22 | + 2.95 |
| 7      | 5  | Nelson Piquet         | Brabham-Ford    | 1:33.39 | + 3.12 |
| 8      | 23 | Bruno Giacomelli      | Alfa Romeo      | 1:33.64 | + 3.37 |
| 9      | 12 | Elio de Angelis       | Lotus-Ford      | 1:33.76 | + 3.49 |
| 10     | 4  | Derek Daly            | Tyrrell-Ford    | 1:34.17 | + 3.90 |
| 11     | 21 | Keke Rosberg          | Fittipaldi-Ford | 1:34.33 | + 4.06 |
| 12     | 8  | Alain Prost           | McLaren-Ford    | 1:34.35 | + 4.08 |
| 13     | 3  | Jean-Pierre Jarier    | Tyrrell-Ford    | 1:34.63 | + 4.36 |
| 14     | 6  | Hector Rebaque        | Brabham-Ford    | 1:34.86 | + 4.59 |
| 15     | 2  | Gilles Villeneuve     | Ferrari         | 1:34.87 | + 4.60 |
| 16     | 9  | Marc Surer            | ATS-Ford        | 1:35.10 | + 4.83 |
| 17     | 11 | Mario Andretti        | Lotus-Ford      | 1:35.20 | + 4.93 |
| 18     | 29 | Riccardo Patrese      | Arrows-Ford     | 1:35.29 | + 5.02 |
| 19     | 31 | Eddie Cheever         | Osella-Ford     | 1:35.40 | + 5.13 |
| 20     | 50 | Rupert Keegan         | Williams-Ford   | 1:35.53 | + 5.26 |
| 21     | 7  | John Watson           | McLaren-Ford    | 1:35.56 | + 5.29 |
| 22     | 1  | Jody Scheckter        | Ferrari         | 1:35.61 | + 5.34 |
| 23     | 20 | Emerson Fittipaldi    | Fittipaldi-Ford | 1:35.67 | + 5.40 |
| 24     | 43 | Nigel Mansell         | Lotus-Ford      | 1:35.71 | + 5.44 |
| 25     | 14 | Jan Lammers           | Ensign-Ford     | 1:36.04 | + 5.77 |
| Fonte: |    |                       |                 |         |        |

### Corrida
| Pos.   | Nº | Piloto                | Construtor      | Voltas | Tempo/Diferença   | Grid | Pontos |
| ------ | -- | --------------------- | --------------- | ------ | ----------------- | ---- | ------ |
| 1      | 15 | Jean-Pierre Jabouille | Renault         | 54     | 1:26:15.73        | 2    | 9      |
| 2      | 27 | Alan Jones            | Williams-Ford   | 54     | + 0.82            | 3    | 6      |
| 3      | 28 | Carlos Reutemann      | Williams-Ford   | 54     | + 19.36           | 4    | 4      |
| 4      | 26 | Jacques Laffite       | Ligier-Ford     | 54     | + 42.02           | 5    | 3      |
| 5      | 5  | Nelson Piquet         | Brabham-Ford    | 54     | + 1:02.81         | 7    | 2      |
| 6      | 12 | Elio de Angelis       | Lotus-Ford      | 54     | + 1:14.97         | 9    | 1      |
| 7      | 8  | Alain Prost           | McLaren-Ford    | 54     | + 1:33.41         | 12   |        |
| 8      | 2  | Gilles Villeneuve     | Ferrari         | 53     | + 1 volta         | 15   |        |
| 9      | 16 | René Arnoux           | Renault         | 53     | + 1 volta         | 1    |        |
| 10     | 6  | Hector Rebaque        | Brabham-Ford    | 53     | + 1 volta         | 14   |        |
| 11     | 20 | Emerson Fittipaldi    | Fittipaldi-Ford | 53     | + 1 volta         | 23   |        |
| 12     | 9  | Marc Surer            | ATS-Ford        | 53     | + 1 volta         | 16   |        |
| 13     | 1  | Jody Scheckter        | Ferrari         | 53     | + 1 volta         | 22   |        |
| 14     | 29 | Riccardo Patrese      | Arrows-Ford     | 53     | + 1 volta         | 18   |        |
| 15     | 50 | Rupert Keegan         | Williams-Ford   | 52     | + 2 voltas        | 20   |        |
| 16     | 21 | Keke Rosberg          | Fittipaldi-Ford | 52     | + 2 voltas        | 11   |        |
| Ret    | 43 | Nigel Mansell         | Lotus-Ford      | 40     | Motor             | 24   |        |
| Ret    | 7  | John Watson           | McLaren-Ford    | 34     | Motor             | 21   |        |
| Ret    | 23 | Bruno Giacomelli      | Alfa Romeo      | 28     | Roda              | 8    |        |
| Ret    | 25 | Didier Pironi         | Ligier-Ford     | 25     | Handling          | 13   |        |
| Ret    | 3  | Jean-Pierre Jarier    | Tyrrell-Ford    | 25     | Pane elétrica     | 6    |        |
| Ret    | 31 | Eddie Cheever         | Osella-Ford     | 23     | Rolamento de roda | 19   |        |
| Ret    | 4  | Derek Daly            | Tyrrell-Ford    | 12     | Freios            | 10   |        |
| Ret    | 11 | Mario Andretti        | Lotus-Ford      | 6      | Motor             | 17   |        |
| DNQ    | 14 | Jan Lammers           | Ensign-Ford     |        |                   |      |        |
| DNS    | 30 | Jochen Mass           | Arrows-Ford     |        | Piloto machucado  |      |        |
| Fonte: |    |                       |                 |        |                   |      |        |

## Tabela do campeonato após a corrida
| Pos.   | Piloto           | Pontos |
| ------ | ---------------- | ------ |
| 1      | Alan Jones       | 47     |
| 2      | Nelson Piquet    | 36     |
| 3      | Carlos Reutemann | 30     |
| 4      | Jacques Laffite  | 28     |
| 5      | René Arnoux      | 23     |
| Fonte: |                  |        |

| Pos.   | Equipe        | Pontos |
| ------ | ------------- | ------ |
| 1      | Williams-Ford | 77     |
| 2      | Ligier-Ford   | 51     |
| 3      | Brabham-Ford  | 36     |
| 4      | Renault       | 32     |
| 5      | Arrows-Ford   | 11     |
| Fonte: |               |        |

- Nota: Somente as primeiras cinco posições estão listadas. As quatorze etapas de 1980 foram divididas em dois blocos de sete e neles cada piloto podia computar cinco resultados válidos não havendo descartes no mundial de construtores.